# Villa Seckendorff

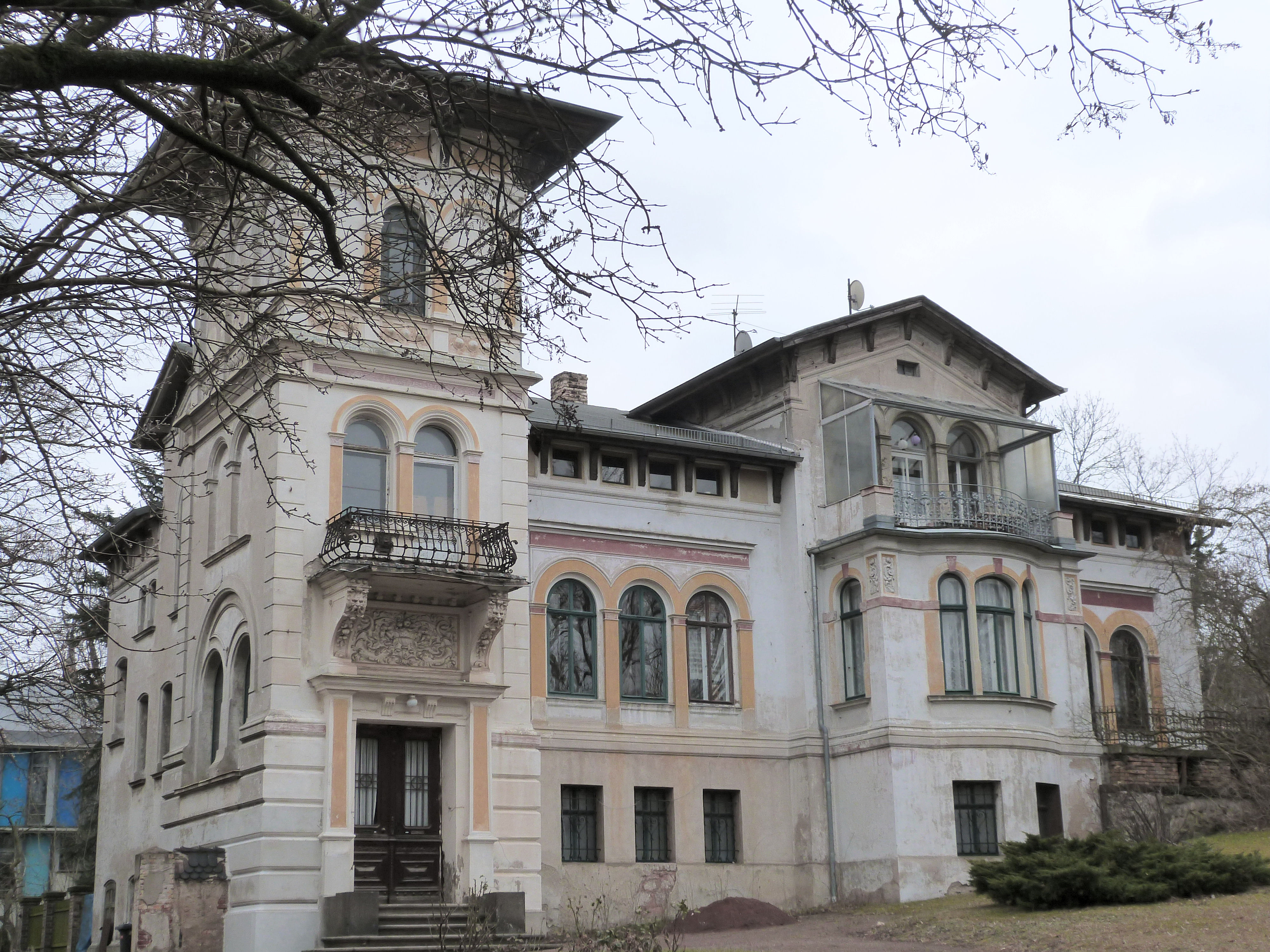
Villa Seckendorff

Die Villa Seckendorff ist ein großbürgerliches Wohnhaus in Halle (Saale), Stadtbezirk Nord, Burgstraße 37a. Die 1859–1860 im Stil des Spätklassizismus  erbaute und später veränderte Villa ist einer der ältesten erhaltenen Villenbauten in Halle und im Denkmalverzeichnis der Stadt Halle unter der Erfassungsnummer 094 07986 verzeichnet.

## Lage
Die Villa steht unweit des Mühlwegs und damit an der Südgrenze der zur damaligen Zeit noch eigenständigen Gemeinde Giebichenstein, östlich des Saaleufers und nördlich der Stadt Halle. Sie liegt zurückgesetzt von der Straße in einer reizvollen Parkanlage. Die Villa hatte zur Zeit ihrer Erbauung und die Jahre danach die Adresse Mühlweg 1. Auf dem westlich angrenzenden Grundstück am Mühlweg wurde sieben Jahre später das Diakoniekrankenhaus erbaut, damals Mühlweg 1b.

## Baugeschichte und Beschreibung
Die Villa wurde ursprünglich für den preußischen Generalmajor Wilhelm Adolf Freiherr von Seckendorff (1801–1866) von dem halleschen Architekten Ernst Süvern im schlichten Stil des Spätklassizismus als ein- bis zweigeschossiger Putzbau mit Mittelrisalit über hohem Souterrain errichtet; einem Villentypus, der in der Mitte des 19. Jahrhunderts oft anzutreffen war. Wie bei der Villa Heine trifft man auch hier auf die im Stil der „Hellenischen Renaissance“ gehaltene und vornehm wirkende Dreiergruppe von Rundbogenfenstern.
Der nächste Eigentümer, ein wohlhabender Kaufmann, ließ, um das eher bescheidene Wohnhaus aufzuwerten, im Jahr 1896 an der Nordwestecke der Villa einen massiven Belvedere-Turm in Formen der Neorenaissance anfügen. Durch die so geschaffene Asymmetrie gelang es, aus dem schlichten Wohnhaus ein malerisches Ensemble entstehen zu lassen, wie man es von Villen italienischen Typs erwartete. Daneben entstand zur gleichen Zeit ein Wirtschaftsgebäude mit Remise, zum Teil in Fachwerk ausgeführt.
Die Architekten Theodor Lehmann und Gustav Wolff setzten schließlich im Jahre 1900 dem Mittelrisalit einen eleganten Erker vor, womit die Villa noch einen Jugendstil-Akzent erhielt.
Mit ihrer regen Veränderungsgeschichte dokumentiert die heute privat genutzte Villa die Entwicklung des Villenbaus im 19. Jahrhundert, verbunden mit dem epochentypischen Anstieg des Repräsentationsdrangs ihrer jeweiligen Besitzer.